# Avenida Cristiano Machado
A Avenida Cristiano Machado é uma das principais vias de Belo Horizonte. Seu nome vem do mineiro Cristiano  Machado que foi prefeito da cidade de Belo Horizonte na década  de 1920. Sua construção iniciou-se nos anos 1950 com a intenção de ligar o centro da cidade de Belo Horizonte ao Terminal de Cargas de Transporte, atual bairro São Gabriel. O projeto do terminal acabou sendo abandonado, com isso a obra que era do Governo Federal foi assumida pela Prefeitura Municipal, tendo em vista o crescimento das regiões norte e nordeste da cidade. A obra só foi concluída no início dos anos 1970, respeitando o traçado inicial.
Além de apresentar um grande canteiro central arborizado, ela era ligada ao centro da cidade por um túnel, em seguida por um trecho de avenida no mesmo nível da linha férrea, o que provocava transtornos constantes devido as paradas do trânsito para a passagem de composições. Já em seus primeiros anos de existência a via ganha a alcunha de "Avenida da Morte" por causa do alto número de acidentes e atropelamentos fatais.[carece de fontes?]
Em 1980 tem início a construção da "busway", faixa destinada ao transporte coletivo, com isso o canteiro central é eliminado. Há também alargamento das pistas de tráfego misto e em novembro de 1986 é entregue mais dois túneis e o complexo de viadutos sobre a linha férrea e o metrô. Logo após essa inauguração o Governo Estadual anuncia a implantação do sistema de trólebus na pista central, tendo havido a encomenda de algumas unidades para a empresa paulista Tectronic e a instalação de postes para a fiação dos veículos. Em mais um exemplo de desperdício do dinheiro público, o projeto é abandonado. Nesse mesmo período a avenida foi estendida até Venda Nova.
A partir de 2005 a avenida sofreu uma série de intervenções como a construção de viadutos e passarelas como parte do projeto da Linha Verde. Às margens da avenida estão localizados o Minas Shopping, o Hotel Ouro Minas, a Faculdade UNI BH, a Feira dos Produtores Cidade Nova e inúmeras revendas de automóveis.

## Move

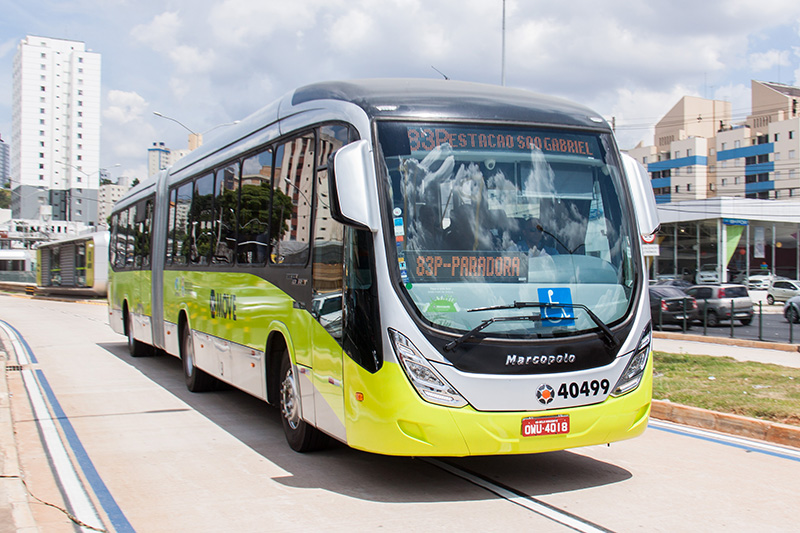
Ônibus do Move transitando na Avenida Cristiano Machado.

Batizado de Move, o BRT de Belo Horizonte teve as obras iniciadas em 2011 e começou a operar dia 8 de março de 2014 no corredor Cristiano Machado.